# Anvil Is Anvil
Anvil Is Anvil es un álbum de estudio de la banda de heavy metal canadiense Anvil, publicado en 2016. Es el primer disco de la banda con Chris Robertson como bajista.

## Lista de canciones
Todas las canciones escritas y compuestas por Steve "Lips" Kudlow and Robb Reiner except where noted. 
| N.º | Título                  | Duración |  |
| 1.  | «Daggers and Rum»       | 5:26     |  |
| 2.  | «Up, Down, Sideways»    | 3:19     |  |
| 3.  | «Gun Control»           | 4:22     |  |
| 4.  | «Die for a Lie»         | 3:17     |  |
| 5.  | «Runaway Train»         | 3:40     |  |
| 6.  | «Zombie Apocalypse»     | 4:22     |  |
| 7.  | «It's Your Move»        | 3:30     |  |
| 8.  | «Ambushed»              | 3:22     |  |
| 9.  | «Fire on the Highway»   | 4:35     |  |
| 10. | «Run Like Hell»         | 3:07     |  |
| 11. | «Forgive, Don't Forget» | 2:40     |  |

## Créditos
- Steve "Lips" Kudlow – voz, guitarra
- Chris Robertson – bajo
- Robb Reiner – batería